# Wilsberg: Bauch, Beine, Po
Bauch, Beine, Po ist die 47. Folge der Fernsehfilmreihe Wilsberg. Der Film basiert auf der Wilsberg-Figur von Jürgen Kehrer. Die Erstausstrahlung erfolgte am 11. April 2015 im ZDF. Regie führte Dominic Müller, das Drehbuch schrieben Sandra Lüpkes und Jürgen Kehrer.

## Handlung
Dorith Magunsky wird nach einem Strafprozess, für den sie ein Gutachten zugunsten des Angeklagten Michael Hobelmeyer angefertigt hat und der daraufhin vom Vorwurf der Vergewaltigung freigesprochen wird, von unbekannten Angreifern terrorisiert. Sie bittet Privatdetektiv Georg Wilsberg, herauszufinden, wer hinter den Attacken steckt und sie zu beschützen. Während er sich mit seiner Mandantin bespricht, wird Andrea Schröder, die wichtigste Zeugin im Prozess, ermordet. Die Polizei schließt einen Racheakt Hobelmeyers nicht aus, kann ihn aber nicht beweisen. Seine Geschäftspartnerin Claudine Carrier bestätigt ihm zudem ein Alibi für den Tatzeitraum.
Ekki trifft zufällig seine alte Freundin Tina Espenkotte, die ihn fortan aufdringlich nicht mehr aus den Augen lässt und an vergangene Zeiten anknüpfen will. Nachdem Ekki sie mehrfach zurückgewiesen hat, besprüht sie seinen Wohnungseingang mit Farbe. Da diese Farbe zu den Sprühaktionen gegen die Gutachterin passt, wird Tina als die Stalkerin gegen Dorith Magunsky überführt. Sie ist Mitglied einer Frauenrechtlergruppe, zu der auch die getötete Andrea Schröder gehörte. Damit scheint für Wilsberg die Arbeit erledigt zu sein, doch am nächsten Tag wird seine Auftraggeberin erstochen aufgefunden; Tina Espenkotte ist dringend tatverdächtig. Bei einer polizeilich angeordneten Blutuntersuchung hat man einen Mix verschiedener Drogen gefunden, was ihre Stimmungsschwankungen und Wutausbrüche erklärt, die sie bis zu einem Mord getrieben haben könnten. Wilsberg ist sich jedoch sicher, dass Tina zum Tatzeitpunkt anderweitig unterwegs war.
Alex, die Hobelmeyer im Prozess vertreten hat, kommen allmählich Zweifel an dessen Unschuld. Um ihm etwas auf den Zahn zu fühlen, schickt sie Ekki undercover in Hobelmeyers Fitnessstudio. Hilfe erhält sie auch von Wilsberg, der herausfindet, dass sein alter Studienkollege Hobelmeyer schon während der Studienzeit eine Mitstudentin vergewaltigt hat. Als Wilsberg ihn zur Rede stellt, verrät er sich selbst und gibt eine weitere – bisher unbekannte – Vergewaltigung von Andrea Schröder zu, woraufhin er festgenommen wird, weil der Freispruch sich nicht auf diese Tat bezieht. 
Zeitgleich ermittelt auch die Kripo Bielefeld gegen Hobelmeyer und bezichtigt ihn des Handels mit synthetischen Drogen. Nachweislich wird in seinem Fitnessstudio mit illegalen Substanzen gehandelt, die jedoch nicht er, sondern sein Angestellter Jörn Bakker als angebliches Muskelaufbaupräparat zusammen mit einem speziellen Fitnessdrink an die Trainierenden abgibt. Über eine verschwundene Akte, die der Gutachterin gestohlen worden ist, kommt Wilsberg Bakker auf die Spur. Zusammen mit Alex ermittelt er dessen Adresse; sie finden unter der Anschrift eine Gewächshausanlage, in der Pflanzen zur Herstellung von Drogen herangezogen werden. Als Wilsberg Bakker zur Rede stellt, gibt er beide Morde zu. Andrea Schröder, die regelmäßig im Fitnessstudio trainiert hat, hatte ihn wegen des Drogenhandels erpresst. Dorith Magunsky war im Zuge ihres Gutachtens gegen Hobelmeyer auf Bakker gestoßen und aus Angst, dass sie von dem Drogengeschäft erfahren könnte, brachte er auch sie um.

## Hintergrund
Der Running Gag „Bielefeld“ verweist in dieser Folge in der 75. Minute auf die Kripo Bielefeld, als sich zwei Beamte als Mitglieder der dortigen Drogenfahndung bei Anna Springer ausweisen und sich beschweren, dass ihre Arbeit durch die hiesigen Ermittlungen zunichtegemacht worden sei.
Bei dem Song am Ende der Episode handelt es sich um Stayin’ Alive in der Version des US-amerikanischen Indie-Pop-Duos Capital Cities.
Bauch, Beine, Po erschien zusammen mit der Folge 48 Stunden von Polarfilm auf DVD.

## Rezeption

### Einschaltquote
Bei der Erstausstrahlung von Bauch, Beine, Po am 11. April 2015 im ZDF wurde der Film in Deutschland von insgesamt 7,02 Millionen Zuschauern gesehen und erreichte einen Marktanteil von 22,3 Prozent.

### Kritik
Tilmann P. Gangloff meinte bei tittelbach.tv anerkennend: „‚Bauch, Beine Po‘ ist ein spannender Krimi aus der ‚Wilsberg‘-Reihe, der gelegentlich allerdings frauenfeindliche Züge trägt. Außerdem erinnert die Handlung streckenweise an die vorletzte Episode, ‚Kein Weg zurück‘.“
Die Redaktion von TV Spielfilm beurteilte den Krimi mit dem „Daumen nach oben“ und meinte lobend: „Spannende Wendungen und ein sehr gut aufgelegtes Ensemble machen diesen Fall sehenswert.“ Fazit: „Launiger Krimispaß für sie und ihn.“
Die Kritiker bei Focus.de finden, der Film sei zwar „solide Krimiunterhaltung mit flotten Sprüchen – allerdings ohne gesellschaftskritischen Tiefgang, den das Ausgangsszenario um die Frage von Recht und Gerechtigkeit ermöglicht hätte. Das Thema, wie schwer es manchmal sein kann, Vergewaltiger zu überführen oder andererseits falsche Opfer zu entlarven, wird allenfalls angekratzt.“